# Namsreuth
Namsreuth ist ein Gemeindeteil und eine Gemarkung der Marktgemeinde Königstein im Oberpfälzer Landkreis Amberg-Sulzbach.

## Geographie
Namsreuth ist ein Weiler mit 29 Einwohnern ca. zwei Kilometer südöstlich von Königstein.

## Geschichte
Namsreuth, einer der vielen Rodungsorte der Gegend, gehörte zur Herrschaft Breitenstein. Die Burg Breitenstein wurde um das Jahr 1100 von den Herren von Breitenstein erbaut und 1279 mit Heinrich, genannt von Breitenstein, aus der Familie Stein von Hilpoltstein erstmals erwähnt. 1356 stellten sich die Breitensteiner in den Schutz Kaiser Karls IV. Ihre Burg wurde damit zu einem kaiserlichen Lehen und im 14. Jahrhundert dem Herzog Stephan von Bayern verpfändet. 1666 starb das Geschlecht der Breitensteiner aus, die Herrschaft fiel an das Herzogtum Sulzbach und die Burg begann zu verfallen.
1818 war Namsreuth eine der mit dem Gemeindeedikt im Königreich Bayern gebildeten Gemeinden. Sie umfasste folgende Orte:
- Breitenstein (Gemeindesitz)
- Fichtenhof
- Mönlas
- Namsreuth
- Niederärndt (seit 1. Juli 1972 bei Edelsfeld)
- Pruihausen
- Vögelas (seit 1. Juli 1972 bei Edelsfeld)
- Wildenhof
- Windmühle

Am 1. Juli 1972 kam Namsreuth zur Marktgemeinde Königstein.

## Baudenkmäler
In der Liste der Baudenkmäler in Königstein (Oberpfalz) sind für die Gemarkung Namsreuth folgende Baudenkmäler aufgeführt:
- Ehemalige Burgkapelle Heilige Dreifaltigkeit und Heiliger Johannes von Nepomuk (Burgrest Breitenstein)
- Evangelisch-lutherische Kapelle hl. Johannes der Täufer (Breitenstein)
- 2 Wohnstallbauten in Fichtenhof